# L'Œuf, centre d'études
L’Œuf, Centre d’Études, parfois abrégé « OCE » et également connu sous les noms de « groupe de L’Œuf », « fondation de l'Œuf », « collectif de L’Œuf », « atelier de L’Œuf » ou simplement « L’Œuf », est un atelier de céramique et de sculpture pluridisciplinaire français, réunissant artistes et architectes, actif dans les années 1960 à 1990.
Spécialisé dans la mosaïque murale décorative, le groupe a également exploré les domaines de l’architecture intérieure, du design, de la sculpture, de la recherche sur les matériaux et du mobilier urbain.
Le groupe crée environ 270 mosaïques monumentales, destinées à l'habillage d'entrées et halls d'immeubles, principalement abstraites, que l'on peut rattacher au courant du cinétisme pictural. De nombreuses œuvres ont été commandées dans le cadre du 1% artistique.
Le groupe prend comme symbole l'œuf car c'est « un élément vivant dans une forme pure, logique, rationnelle (...) il n'est pas seulement la forme la plus réussie mais aussi la promesse éternelle de vitalité ».
Ce collectif, unique par son approche, réinventa la mosaïque en l’intégrant harmonieusement à l’architecture moderne, en conciliant savoir-faire traditionnel et langage artistique contemporain. Inspiré par les idéaux du Bauhaus, le groupe chercha à abolir les frontières entre disciplines artistiques, favorisant une collaboration où mosaïstes, sculpteurs et architectes travaillent d’égal à égal.

## Membres
L'Œuf, Centre d'Études est créé en 1962, passage du Guesclin à Paris. Il s'agit d'une équipe pluridisciplinaire rassemblant des architectes, des sculpteurs, des designers, des graphiques et des mosaïstes. L'atelier est divisé en quatre groupes : mosaïque, sculpture, design, architecture intérieur. Ses membres sont :
- Jean Piantanida, architecte
- Pierre Puccinelli, architecte
- Roger Brusetti architecte
- Jacques Bertoux, sculpteur
- Charles Gianferrari, mosaïste
- Maurice François, architecte
- Gerorges Ferran, décorateur
- Tita et Livio Lazaretto, mosaïstes
- Silvano Pighin, mosaïste
- Ferdinando Staffetta, mosaïste
- Sergio Moruzzi, mosaïste
- Roger Brusetti, architecte
- Charles Miglierina, urbaniste
- Françoise Idoux, décoratrice
- Jean Souchal, administrateur

Au cours des années 1960, le groupe d'installe dans le 18e arrondissement, rue Calmels, et de nouveaux membre rejoignent l'atelier : l'architecte Daniel Garcin, le Laurent Marie, la coloriste Annie Richard, les mosaïstes Arlette Granval-Piantanida, Roland Dufour, Chantal Mouchot, Serge Fouquet, Jean-Jacques Granval. D'autres artistes, comme le peintre François Chapuis (mouvance de l'abstraction lyrique) ou le sculpteur Gigi Guadagnucci, fréquentent occasionnellement l'atelier.
Entre 1968 et 1980, l'atelier s'installe rue Jenner. À la fin des années 1980, le groupe réduit ses activités et s'installe à Montreuil, rue Douy Délcupe.

## Caractéristiques architecturales

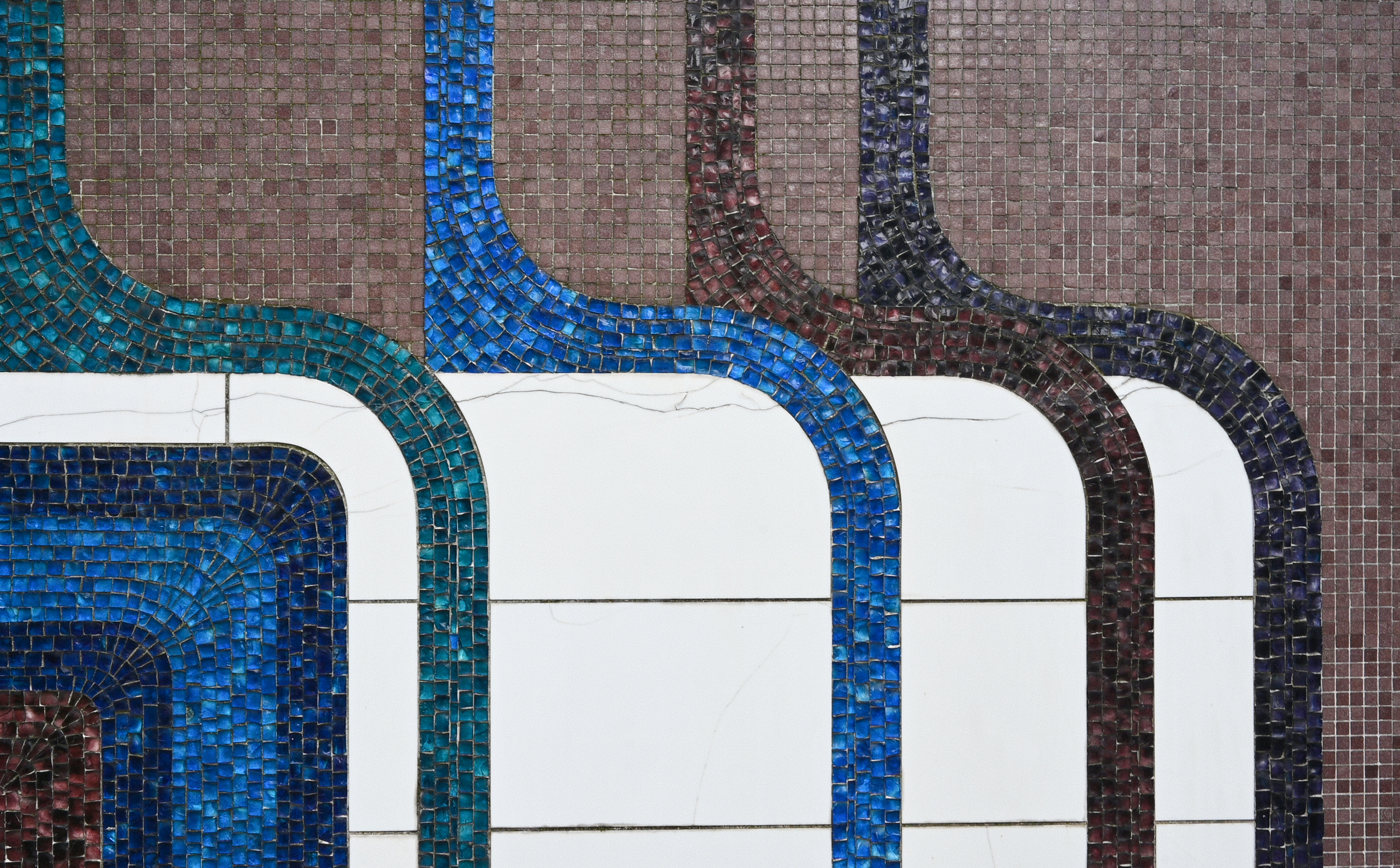
Détail d'une mosaïque (rue de la voûte)

Le style des mosaïques de l'Œuf est caractéristique d'une modernité pouvant être décrite comme « joyeuse et psychédélique », mobilisant des matériaux nouveaux (opaline, acier inoxydable, aluminum) et tourné vers la recherche plastique et l'innovation formelle en matière de surfaces architecturales, porté par le contexte socio-économique et technologique florissant des années 1960 et une démocratisation du design.
Tout comme le collectif Le Mur Vivant fondé en 1965 (dont Charles Gianferrari est aussi membre), L'Œuf promeut l’intégration des arts dans la ville. Grâce à la politique du 1% artistique, les architectes invitent les artistes à participer aux projets architecturaux et urbains dès l'étape de conception, favorisant l'inscription de mosaïques murales en céramique, sculptures et fontaines dans l’espace urbain.
Les œuvres de L'Œuf visent à animer les surfaces des immeubles modernes, dont l'expression architecturale est souvent réduite par la répétition d'éléments en façade et le recours à la préfabrication. 

## Réalisations
L'Œuf est sollicité pour intervenir dans des programmes variés tels que des équipement et bâtiments publics dans le cadre du 1 % artistique (logements sociaux, écoles, bibliothèques, des conservatoires, des bassins, des piscines, des jardins, préfectures, hôtels de ville, ambassades) mais également des halls d’entrée, devantures, bureaux, restaurants, hôtels, salles de réunion, etc.

### Mosaïques

#### Années 1960
- 1962 : Strasbourg, pavillon du tourisme (revêtements muraux[9])
- 1963 : Divonne-les-Bains, centre nautique (mosaïque[9])
- 1963 : Paris, 16e arrondissement, immeuble (mosaïque du hall d'entrée)
- 1964 : Paris, 15e arrondissement, 19 rue de Dantzig
- 1965 : Neuilly-sur-Seine, siège social de la société Merlin Gérin[9]
- 1966 : Paris, 17e arrondissement, 57 boulevard Pereire, résidence, architecte Formanger[10]
- 1966 : Grenoble, tours de l'ensemble de l'Île-Verte de architecte Roger Anger [11]
- 1968 : Paris, 13e arrondissement, 93 avenue de Choisy, mosaïque « bilboquet »[12]

#### Années 1970
- 1972 : Hénin-Beaumont, lycée darchicourt, architecte Dulefel (mosaïque de 181 m2 en façade)
- 1973 : Paris, 13e arrondissement, 7 place Pinel (mosaïque du hall d'entrée de l'immeuble)
- 1974 : Élancourt et Maurepas, résidence Villepark (mosaïques adossées aux entrées des immeubles[13])
- 1974 : Gentilly, restaurant d'entreprise de l'immeuble Gallieni « Orsud » réalisé par Olivier Clément Cacoub[9]
- 1974 : Paris, 16e arrondissement, 76 rue de l'Assomption, immeuble (mosaïque du hall d'entrée)[14]
- 1974 : Antibes, résidence « Mas de Tanit »[15]
- 1976 : Tokyo, showroom Edolas (décoration murale[9])
- 1977 : Paris, 16e arrondissement, résidence « Jardins de Polymnie »
- 1978 : Drancy, Gendarmerie
- 1978 : Neuilly, résidence rue Ibry

#### Années 1980
- 1980 : Boulogne-Billancourt, résidence rue de l'Abreuvoir
- 1984 : Neuilly, immeuble boulevard Bineau
- 1994 : mosaïque « Floraison bleue »[16], composition en marbre gris et opaline blanche, plots de verre bleus (1994)[17]
- 1985 : La Défense, tour UAP de Jacques Binoux, Michel Folliasson
- 1985 : Paris, 16e arrondissement, entrée d'immeuble rue Lauriston
- 1987 : Paris, 18e arrondissement, rue Jean Cottin

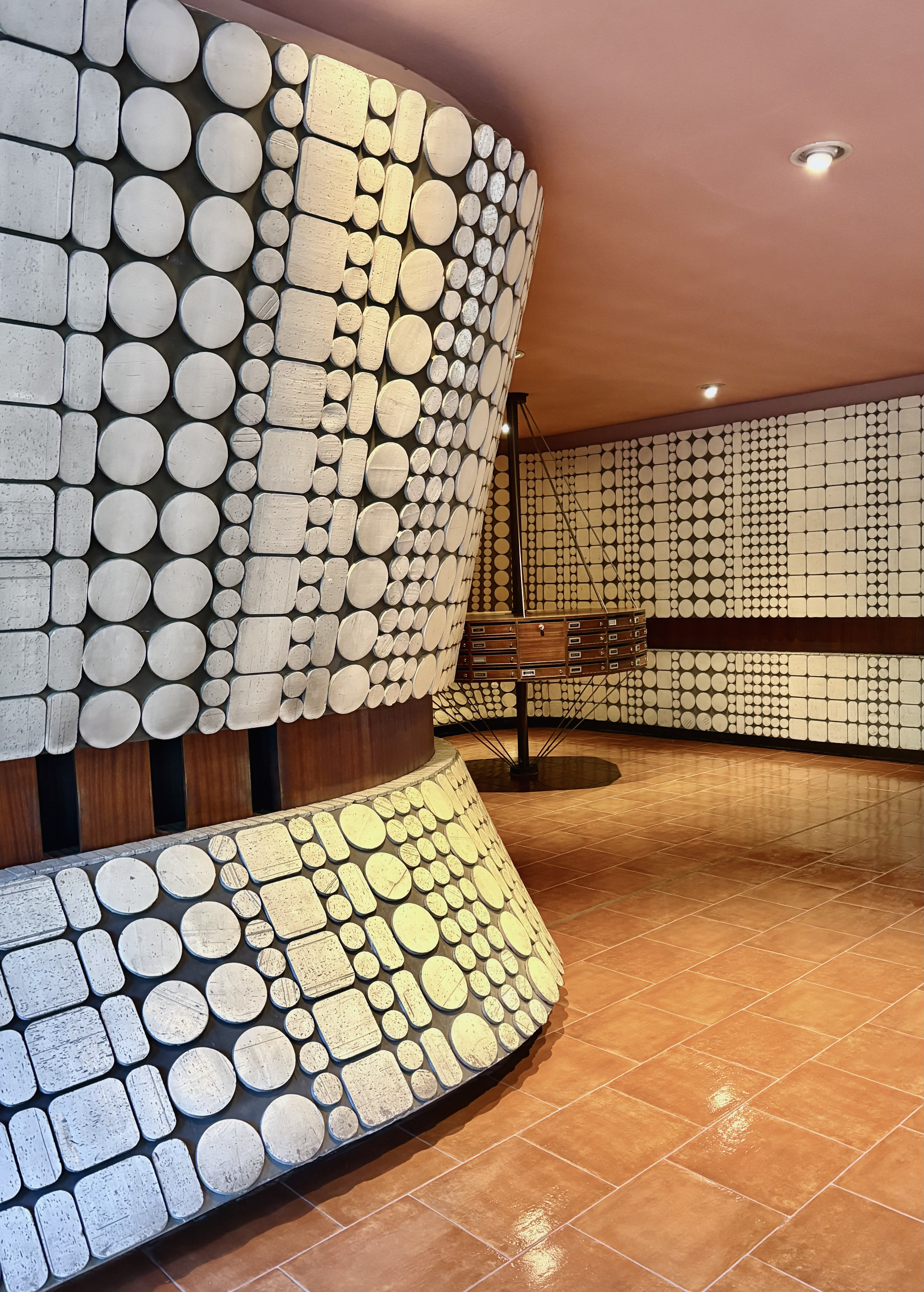
Hall d'immeuble, rue de Crimée
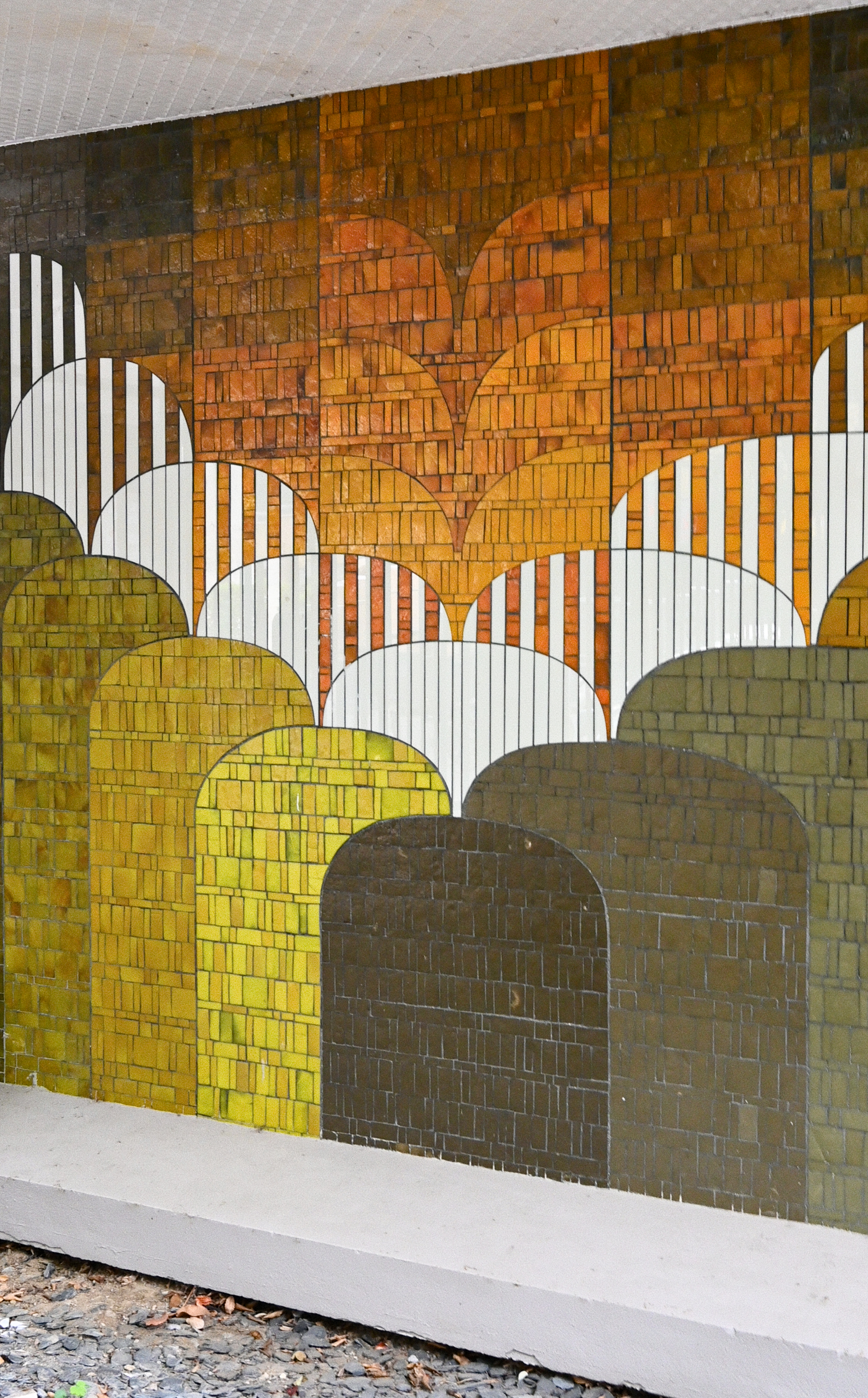
Résidence Philippe II, Paris 11e
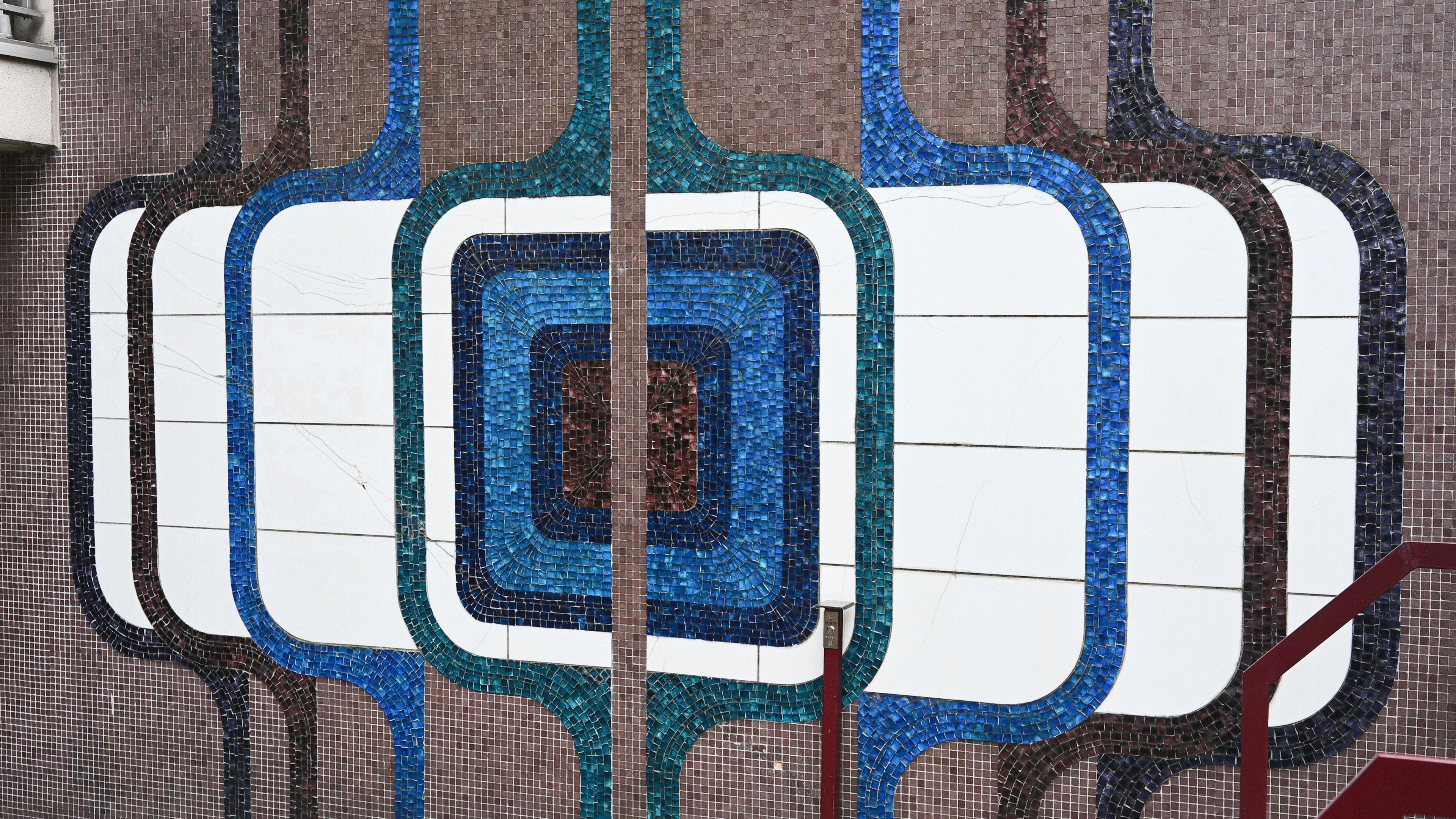
Rue de la voute, Paris 12e
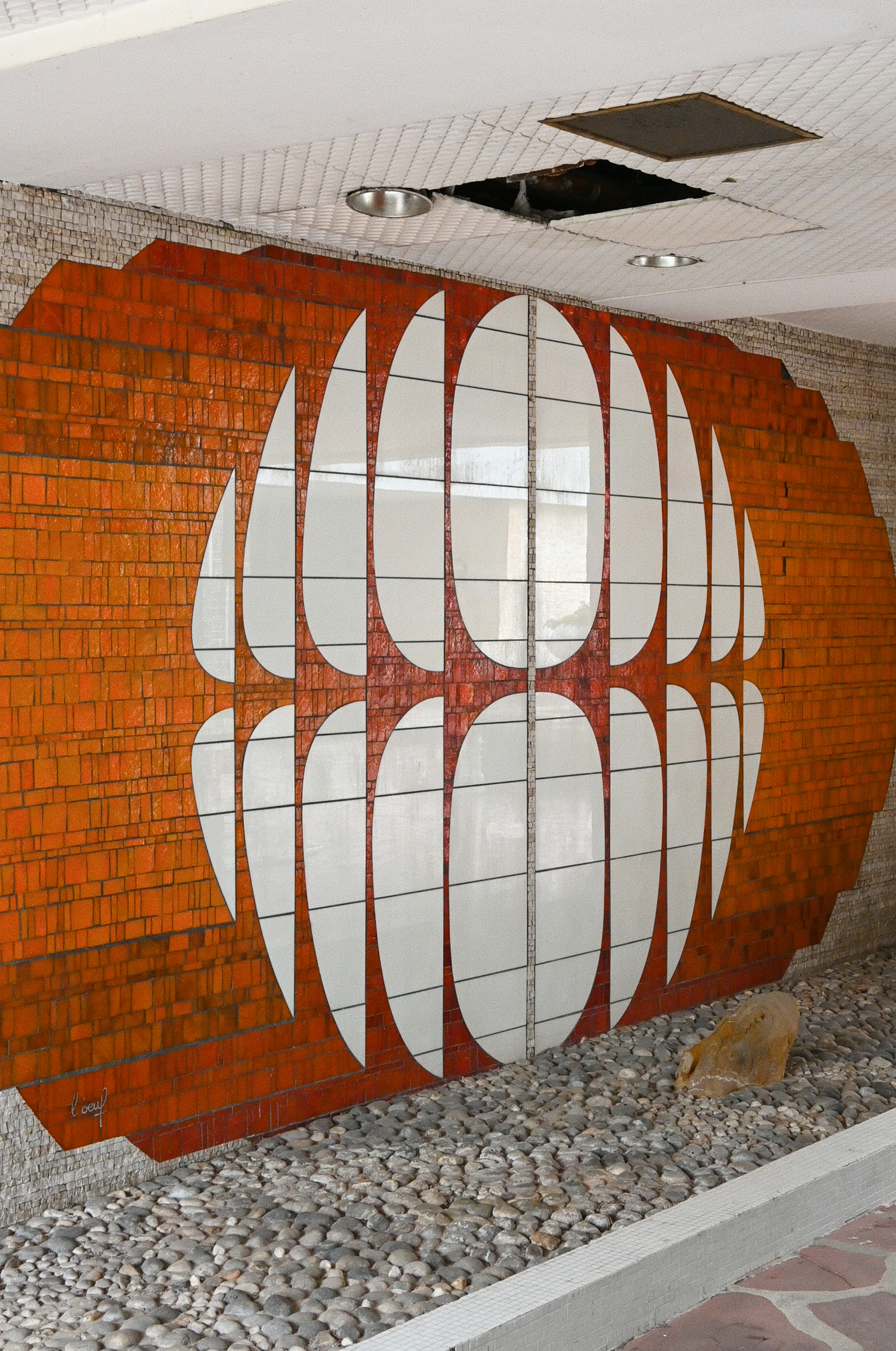
Résidence Philippe II, Paris 11e
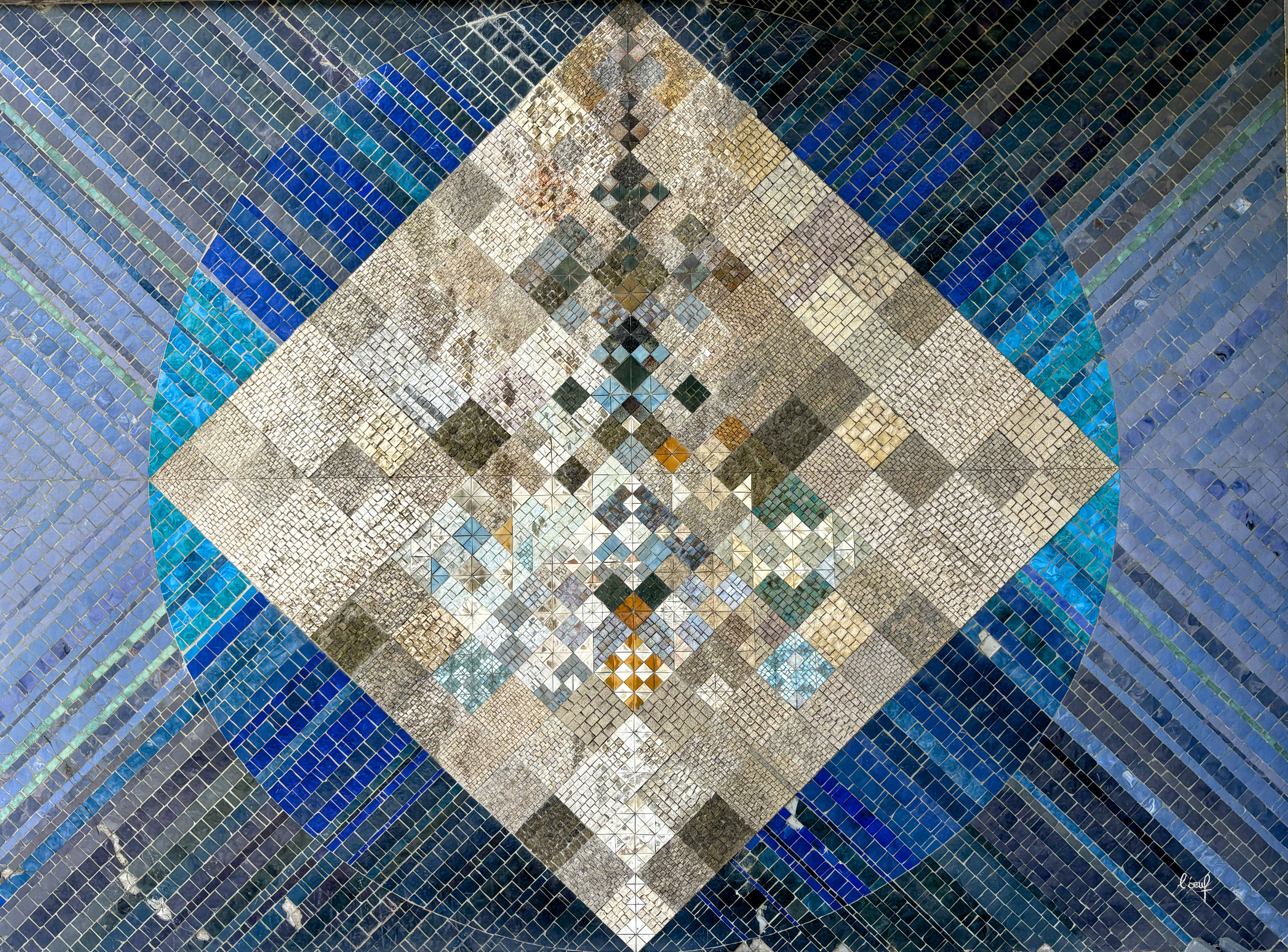
Tour de l'Île Verte, Grenoble
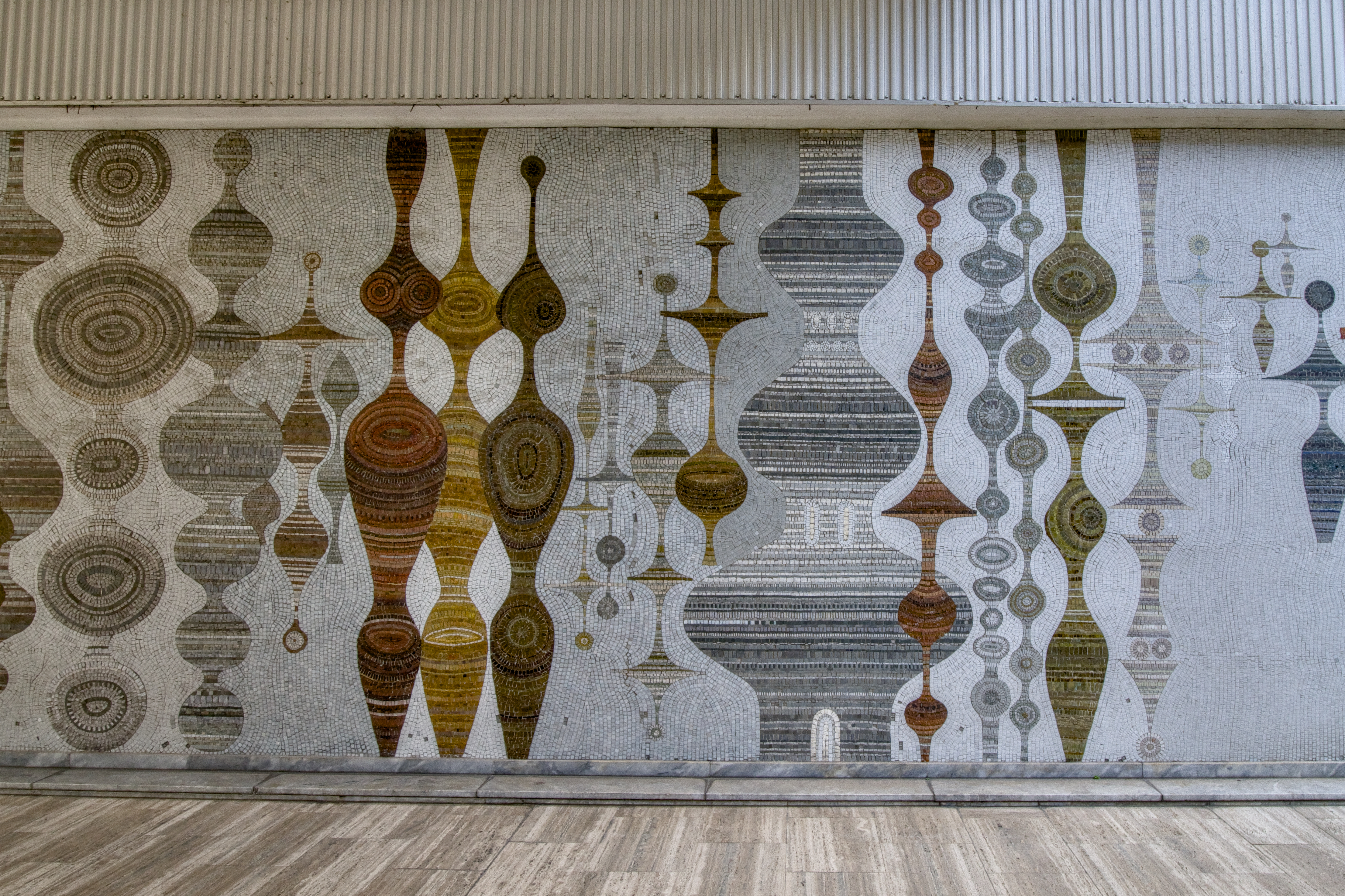
93 avenue de Choisy
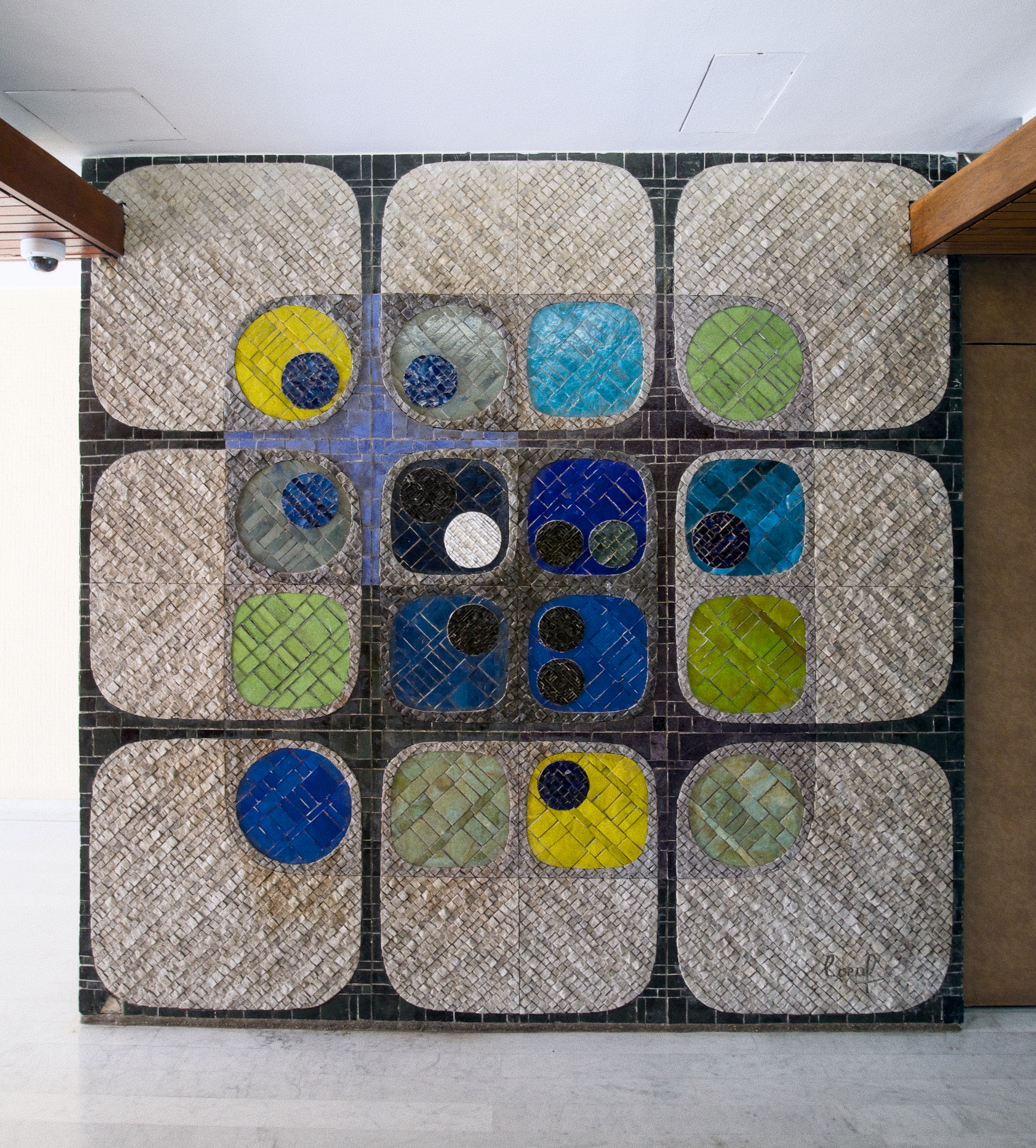
Orée de Montmartre
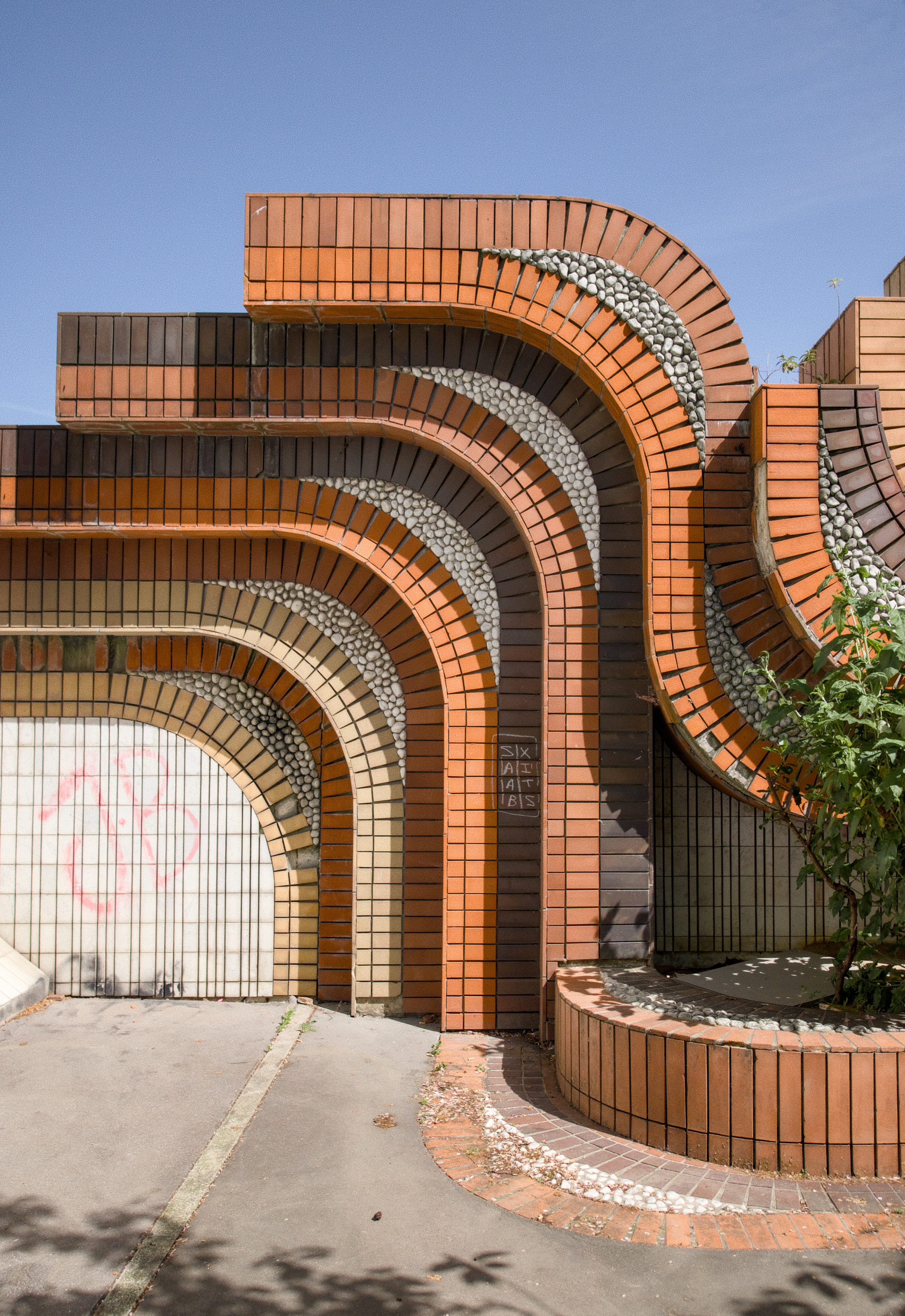
Rue Jean-Cottin
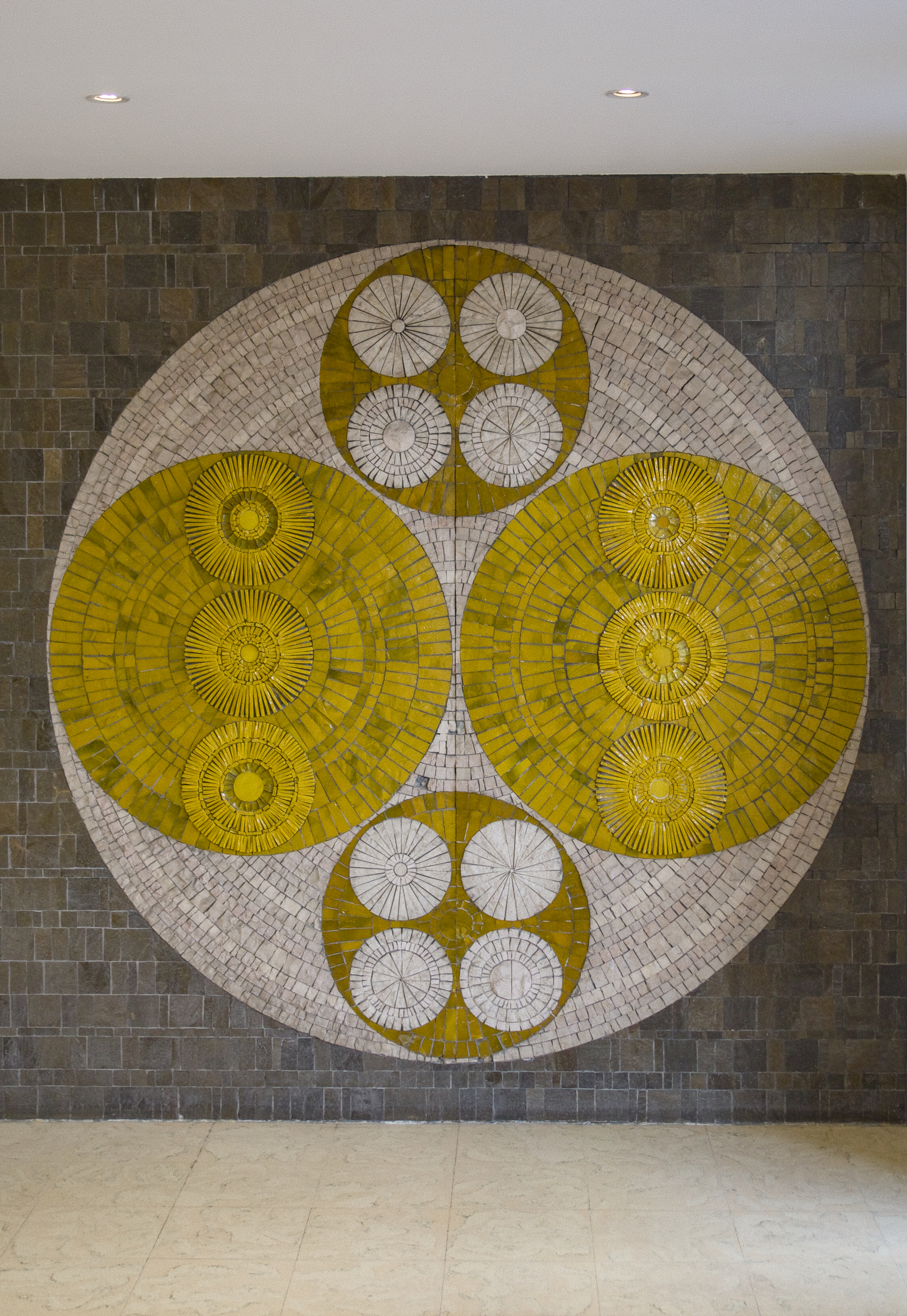
Rue des Meuniers
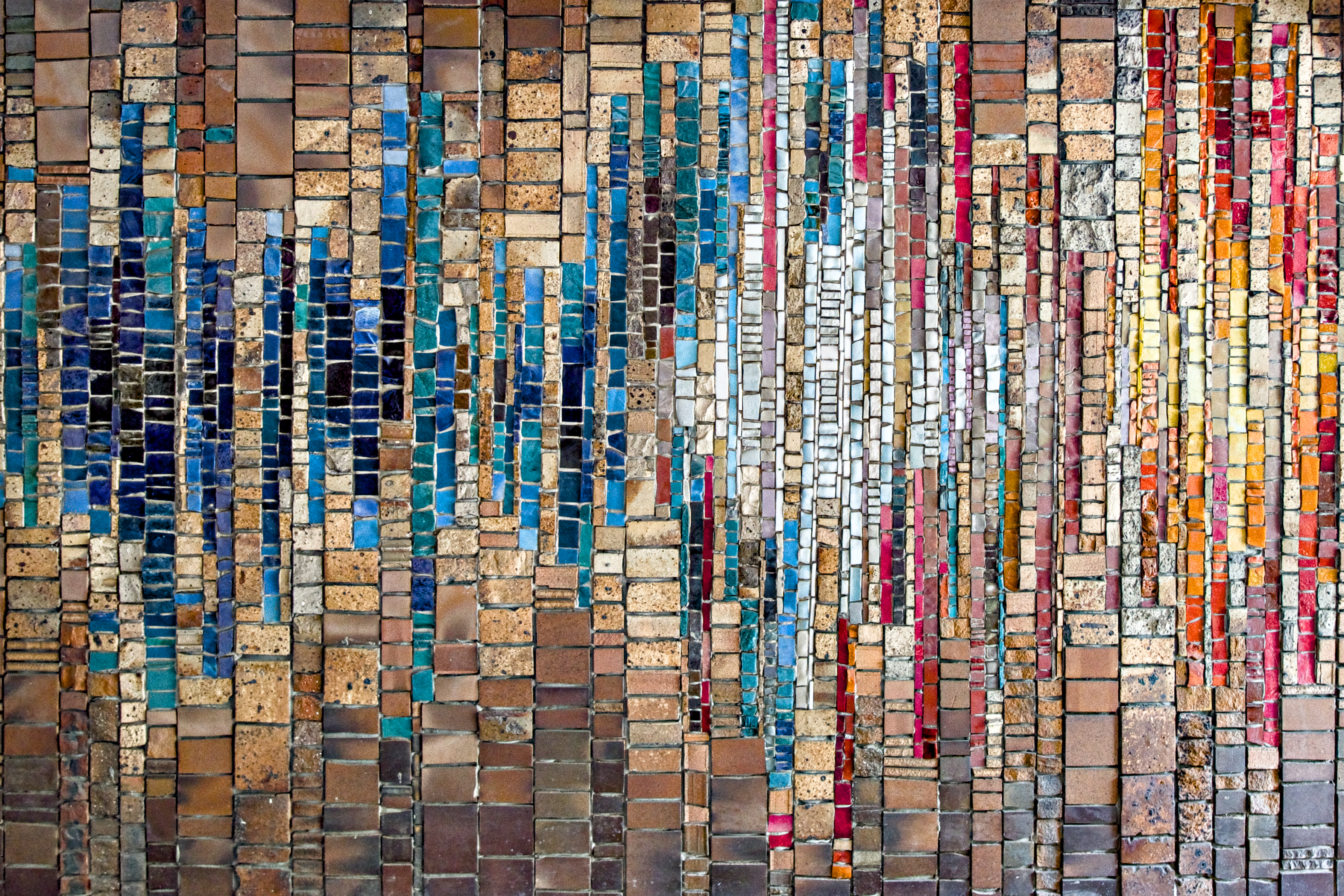
Tour Orphée
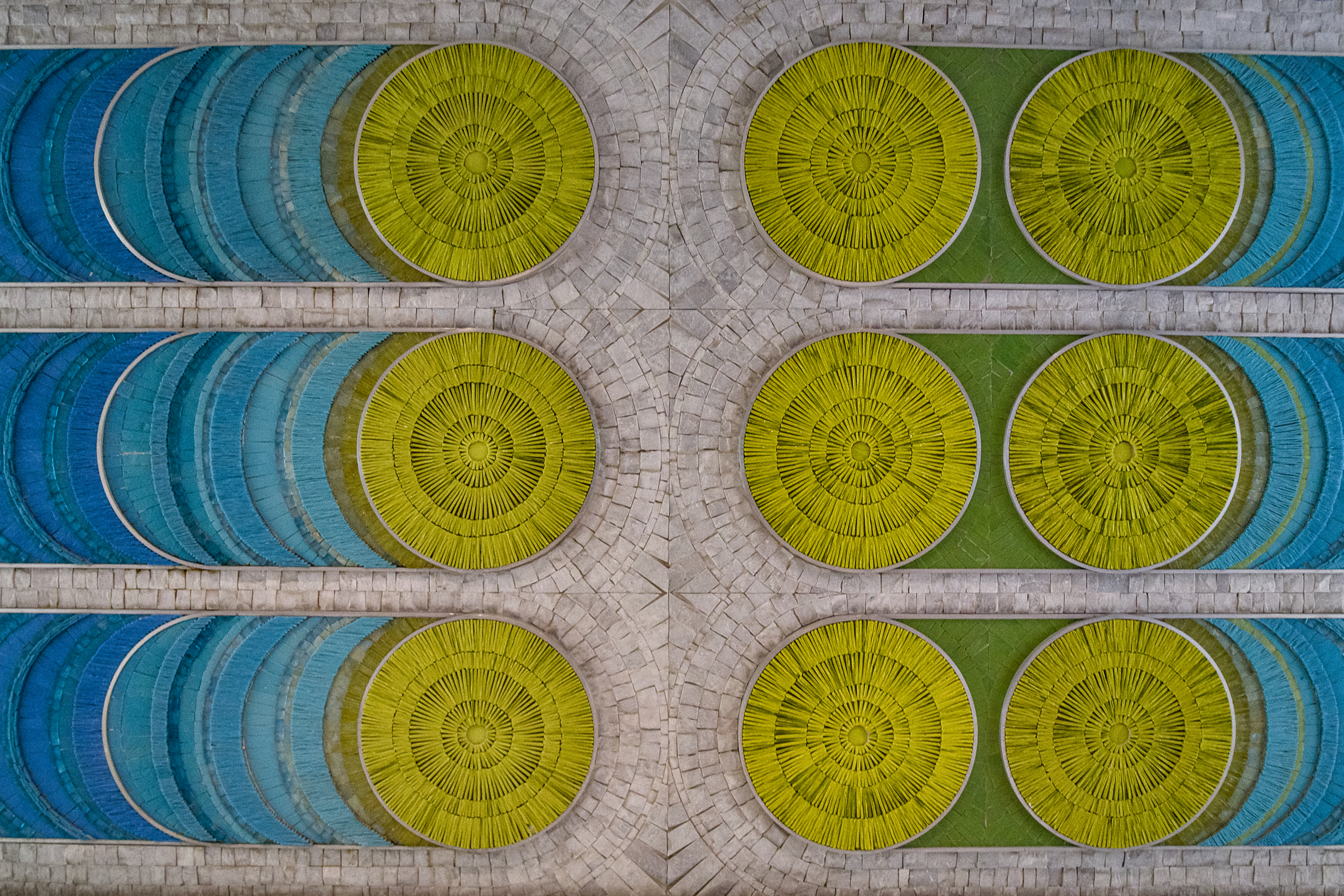
Rue de l'assomption

### Architecture
- 1965 : Marseille, 8e arrondissement, 258 avenue du Prado : deux escaliers monumentaux réalisé en lamellé-collé de sapin du Nord (hall d'entrée d'immeuble), architectes Zubiena et Mazoyer

- 1971 : Melun, zone à urbaniser en priorité de l'Almont, aire de jeux
- 1971 : Paris, 8e arrondissement, bureau d’Hélène Rochas[9], décorateur Georges Ferran
- 1971 : Clamart, hôpital Antoine-Béclère, château d'eau sur le toit
- 1974 : Gennevilliers, hôtel de ville[9]
- 1974 : Paris, 7e arrondissement, ambassade d'Afrique du Sud (panneaux en fonte d'aluminium de la façade[18])
- 1978 : Colmar, hôtel de la préfecture du Haut-Rhin, escalier en acier inox et aluminum anodisé, architecte Jean Chomel

### Sculpture
- 1960 : Paris, 16e arrondissement, 25 avenue Paul-Doumer (sculptures « bilboquet » du hall extérieur[9])

- 1962 : Paris, rue de Xantrailles, « Lanterne sphérique », architectes Roger Anger [19] et  Pierre Puccinelli

- 1965 : Paris, 204 rue de la Croix-Nivert, architectes Roger Anger et Pierre Puccinelli
- 1966 : Paris, boulevard de l'Hôpital (CHU Pitié Salpêtrière), haut-relief en marbre, architecte Riedberger
- 1965 : Bordeaux, Université de Bordeaux, « sculpture du parvis »[20], architecte Coulon
- 1967 : Paris, 136 rue Championnet (résidence « Orée de Montmartre »), architectes Roger Anger et Pierre Puccinelli

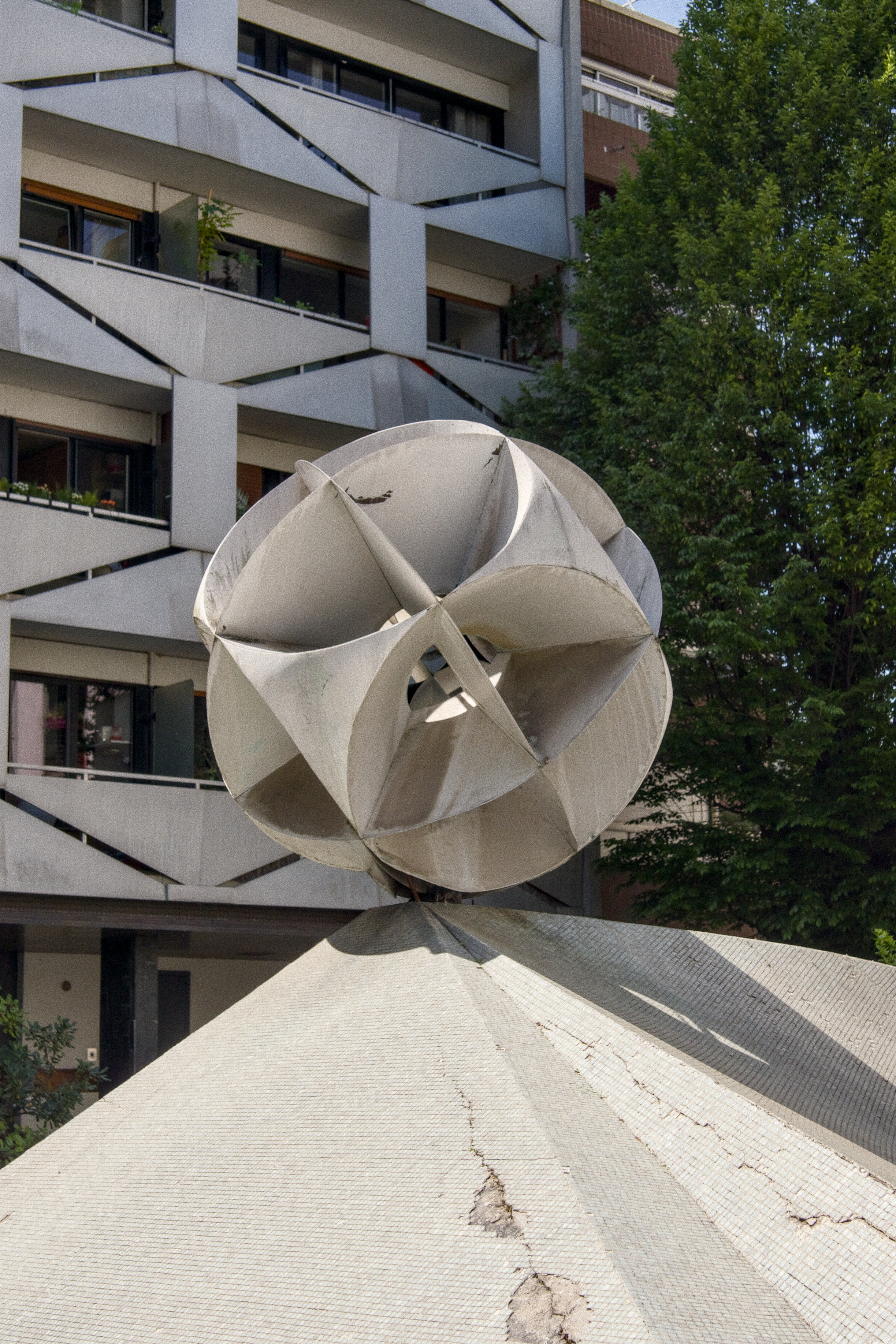
Lanterne Sphérique
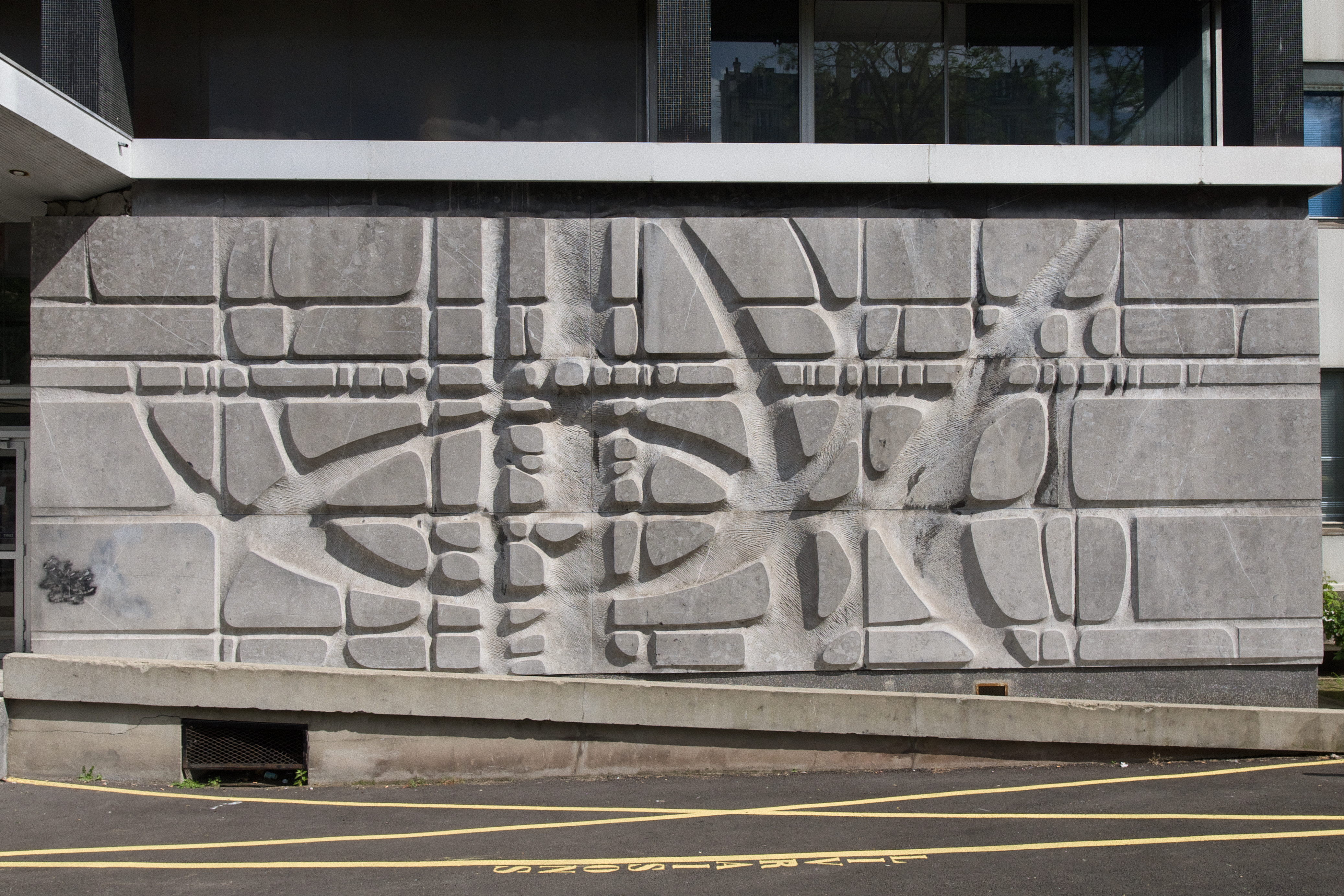
Haut-relief en marbre, Pitié-Salpétrière
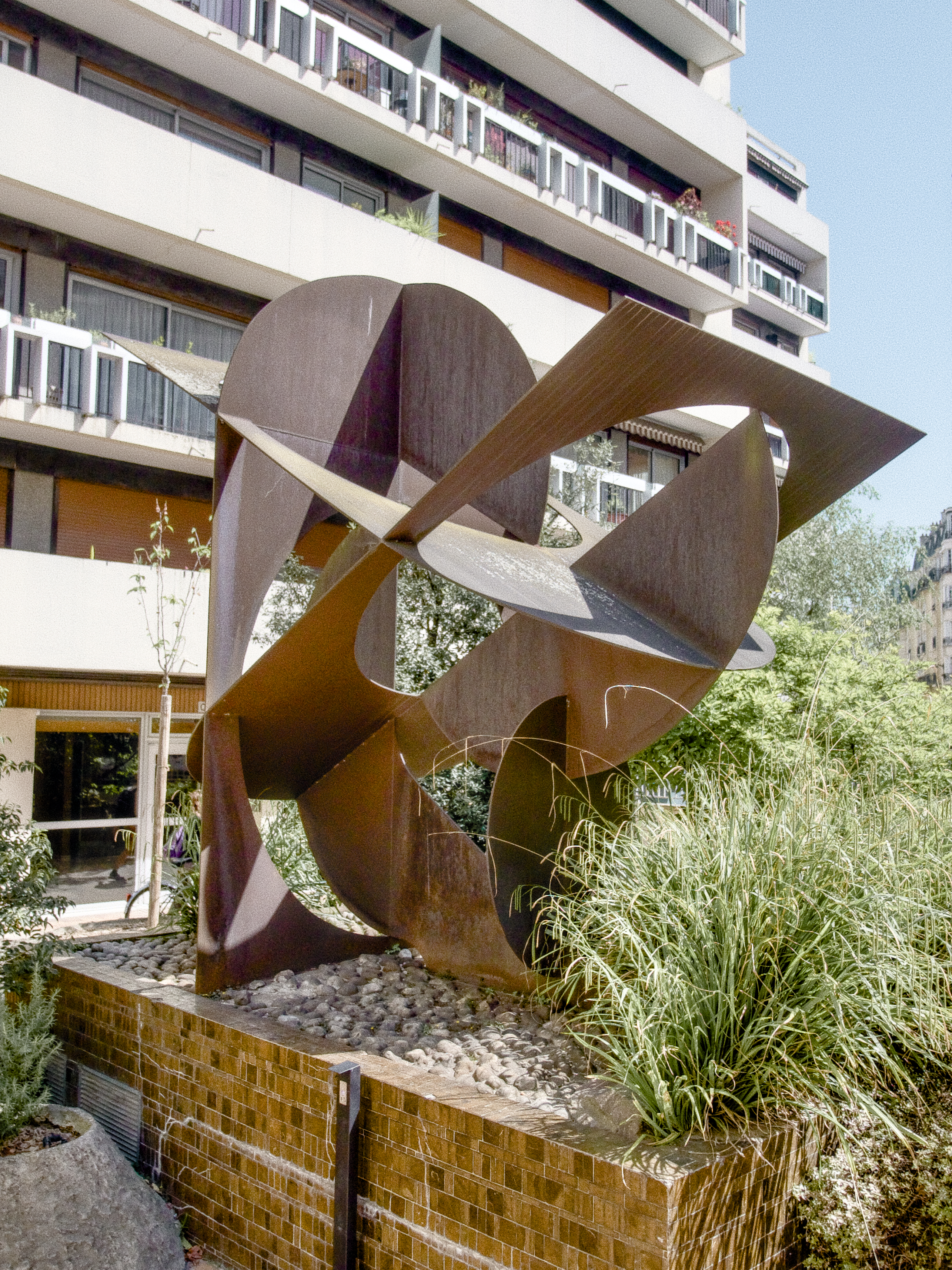
Orée de Montmartre

### Matériaux
Entre 1962 et 1970, L'Œuf conçoit pour les « établissements Carré », entreprise historique de céramique basée à Paris, la gamme « ISLO » d'éléments de carrelages en reliefs modulables pour revêtement mural, destinés à la fois aux intérieurs et extérieurs des immeubles.

Tout comme les céramiques modulaires Gilson conçue par Le Mur Vivant, la gamme de carreaux ISLO offre aux architectes la possibilité de donner une expression artistique variée aux surfaces des immeubles modernes, tout en recourant à des éléments simples et standardisés adaptés au mode de construction industriel des bâtiments.

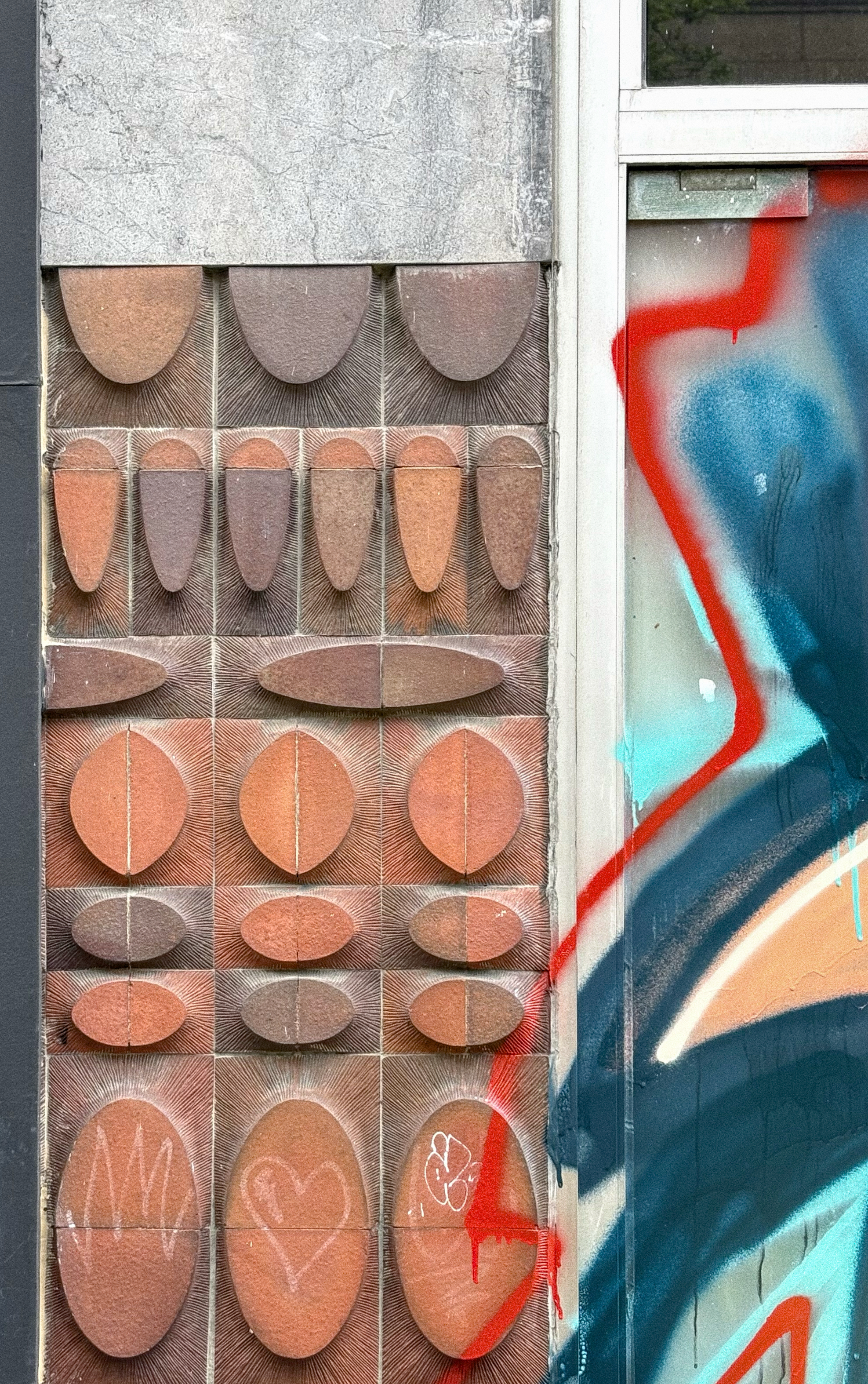
Carreaux ISLO « Créteil »
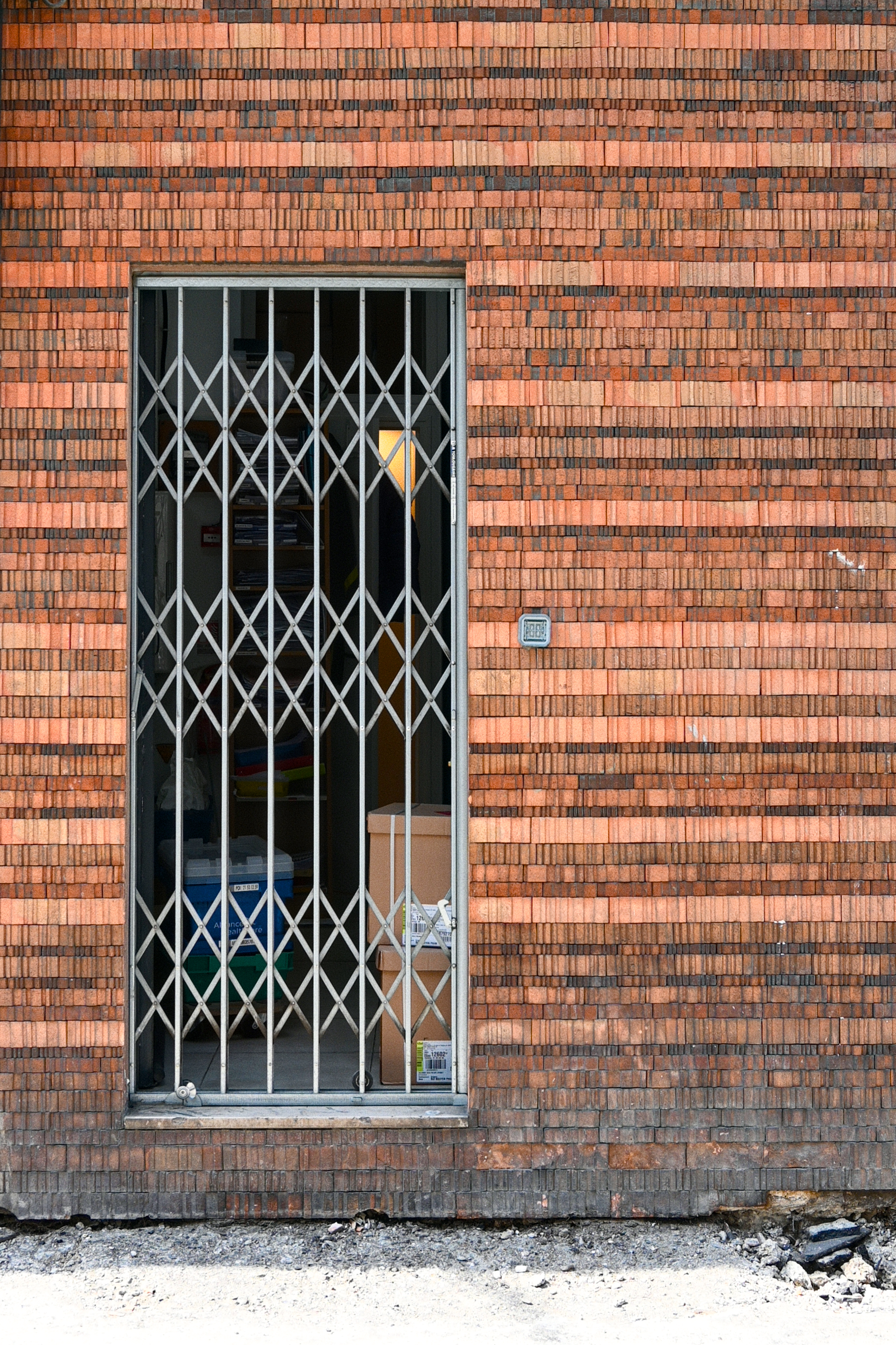
Carreaux ISLO « Sienne »
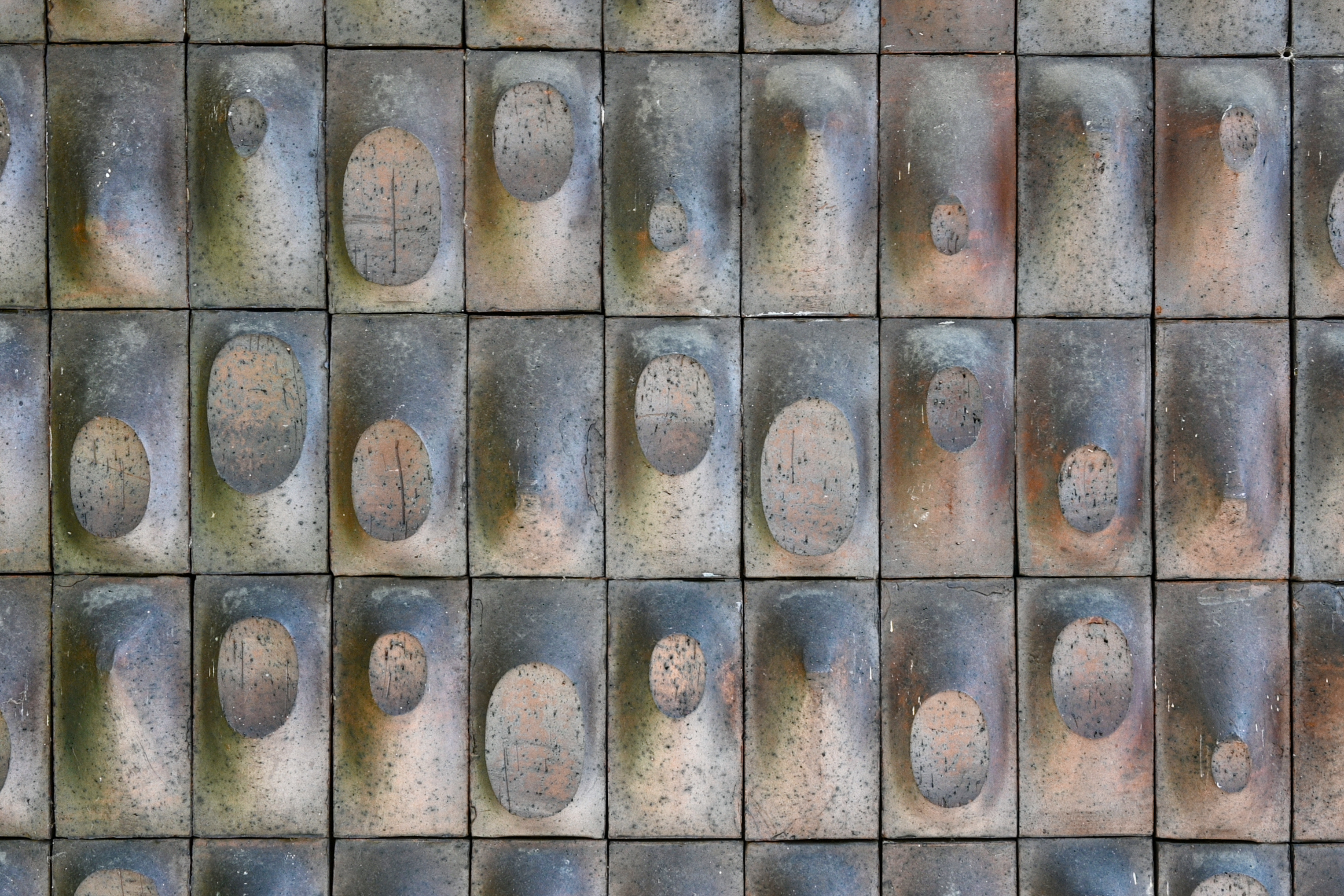
carreaux ISLO « Atoll »
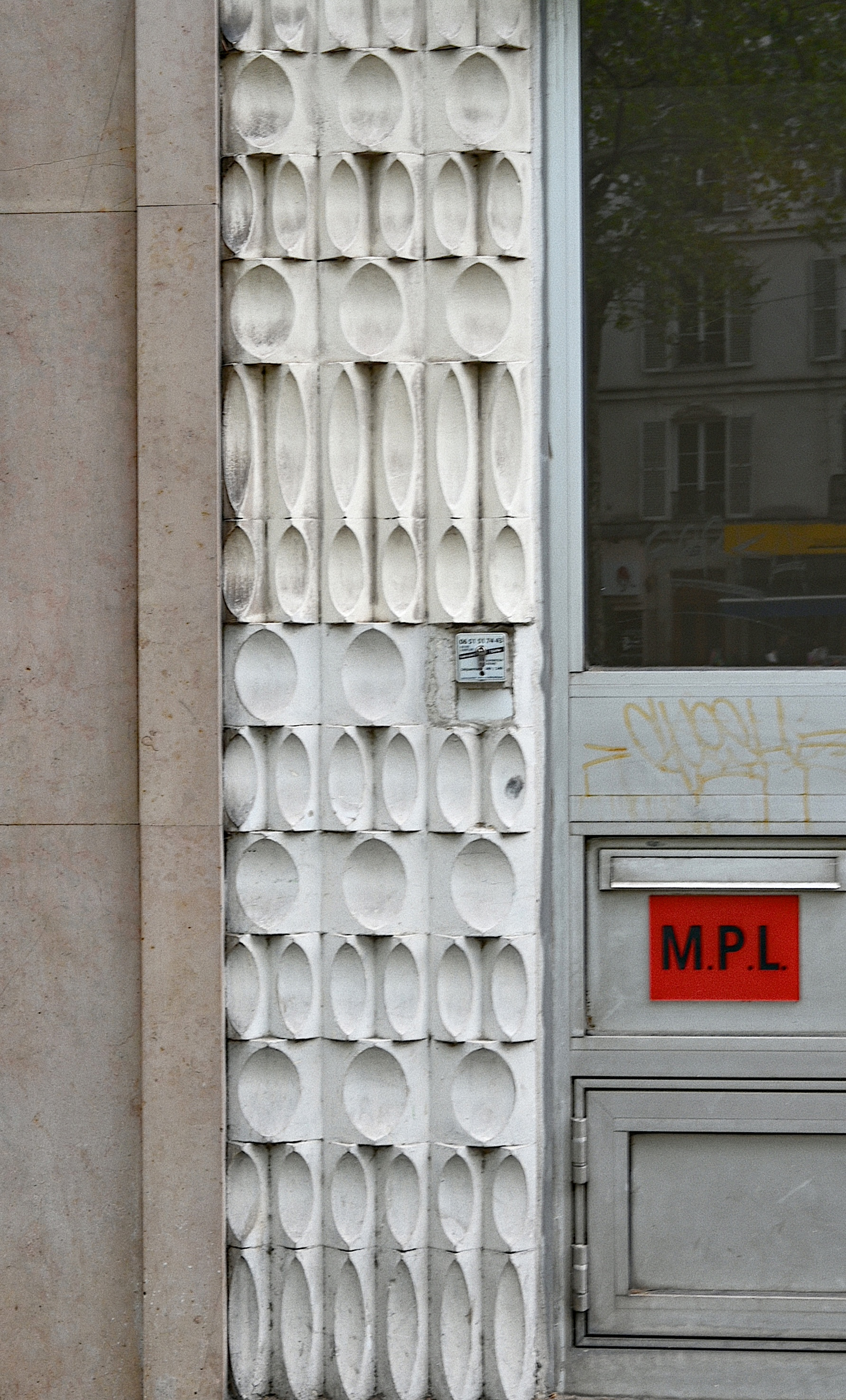
Carreaux ISLO « Courcelles »

### Papier-peint
La société Essef fait appel à l’atelier en 1972 pour transposer les motifs conçus par L'Œuf sur des papiers peints métallisés ou gaufrés. Sous l’impulsion d’Arlette Granval-Piantanida et d’Annie Richard, L’Œuf conçoit une vingtaine de motifs utilisant l’alternance de surfaces lisses, de mylar miroitant et fibres de nylon, déclinant l'esthétique du mouvement moderne dans la décoration murale.
En 1975, la collection « Creatone 75 » prolonge la collaboration, poussant plus loin l’utilisation de l’héliogravure sur mylar afin de transformer les pans de mur en miroirs mouvants où les couleurs et les formes se recomposent à chaque déplacement du spectateur. Par l’audace de ses textures, les jeux avec la lumière et la diversité de son vocabulaire géométrique, L’Œuf, centre d’études inscrit la décoration murale dans la dynamique de l’art cinétique et contribue à faire du papier peint un médium à part entière du design contemporain, ciblant une clientèle jeune et branchée.

## Postérité
En tant que décors, les mosaïques architecturales ne font pas l’objet d’une protection particulière. Le dispositif du 1 % artistique ne prévoyait initialement ni entretien ni restauration des œuvres. Lors de la destruction ou rénovation d'un bâtiment, les œuvres de l'Œuf disparaissent souvent, faute de mesures de sauvegarde des mosaïques architecturales coûteuses à rénover par les copropriétés ou les bailleurs publics. Ainsi, les seize mosaïques en forme de losange qui personnalisaient l’entrée des seize tours de la cité Michelet dans le 19e arrondissement ont disparues depuis la rénovation de l'ensemble immobilier.
Parmi les bâtiments labellisés « architecture contemporaine remarquable », seules les paires de mosaïques de L'Œuf installées de part et d'autre de chacune des entrées des trois tours de l'Île-Verte à Grenoble, sont mentionnées.
Après sa dissolution, le nom du collectif a été modifié, ce qui complique les recherches à son sujet. De plus, les œuvres produites n’étaient souvent ni signées ni documentées.
La mosaïque du patio du théâtre « l’espace des arts » à Chalon-sur-Saône, réalisée par Arlette Granval-Piantanida en 1971, est restaurée en 2023 dans le cadre de la rénovation du bâtiment débutée en 2016, afin de remplacer près d'un tiers des tesselles dévitrifiées, décollées ou fissurées.
En 2025, la presse fait l'écho d'une mobilisation pour préserver la mosaïque du fond de la rue Jean-Cottin, réalisée par Charles Gianferrari et Alain Gillot en 1987 dans le cadre de l'aménagement de la ZAC de l'Evangile, et menacée par l'opération d'aménagement Chapelle-Charbon.
Certains collectifs de designers, tels que Zaven ou Unknown Untitled, réinterprètent l’héritage des éléments ISLO développés par L’Œuf pour concevoir des structures modulaires contemporaines.
Dans sa série « spaces », le photographe Romain Laprade, spécialisé en architecture et design d'intérieur, photographie les halls d'immeubles modernistes des années 1970, accueillant souvent des mosaïques réalisées par l'Œuf, centre d'études.